# Luis Miguel Martínez Damián
Luis Miguel Martínez Damián (Madrid, 2 de gener de 1966) és un exfutbolista i entrenador madrileny. Com a jugador, ocupava la posició de migcampista.

## Trajectòria
Es va formar a les categories inferiors del Reial Madrid, fins a arribar a l'equip amateur que militava a la Tercera Divisió. Llavors va passar per diferents clubs modestos de Madrid i Castella-La Manxa, com el Cañaveral o el Valdepeñas, on deixa la seua empremta golejadora. Destacant en estes divisions, crida l'atenció del RSD Alcalá, que l'hi incorpora a la 87/88, i tan sols un any després, puja al Reial Valladolid, de primera divisió.
Amb els val·lisoletans va romandre des de 1988 fins a 1994, tret de la cessió al Celta de Vigo la temporada 91/92. En eixes cinc temporades no va passar de la suplència al conjunt castellanolleonès, jugant 59 partits a la màxima categoria. Després, va fitxar pel Xerez CD, que militava a la Segona B.
Després de retirar-se, Damián va seguir vinculat al món del futbol com a tècnic. Va dirigir a diferents equips de la base del Reial Madrid entre 1997 i 2001.